# 제노젠더

제노젠더를 상징하는 무지개기

제노젠더(영어: Xenogender)는 남성, 여성, 안드로진, 젠더퀴어, 논바이너리 등 전형적인 젠더 개념으로 완전히 묘사할 수 없는 젠더퀴어 정체성의 포괄적인 용어이다. 단순히 성별과 관련된 개념들로만 자신의 젠더를 묘사하는 것이 아니라 자신의 성 정체성을 묘사하기 위해 성별과 관련되지 않는 개념들을 사용하는 사람들이 제노젠더에 포함되며, 동물, 식물, 사물, 색상처럼 성별 개념과 관련이 없는 것들로 자신의 젠더를 묘사하고는 한다. 제노젠더라는 용어는 2014년 Tumblr 사용자 Baaphomett에 의해 만들어졌으며, 접두사 xeno-는 외계인이라는 뜻을 가지고 있다.

## 제노젠더에 속하는 정체성
컬러젠더
자신의 젠더 정체성을 각종 색조를 사용하여 묘사한다. 제노젠더 중 가장 많은 사람들이 여기에 속해 있다.
바이오젠더
자신의 젠더 정체성을 동물, 식물과 같은 자연물을 사용하여 묘사한다.